# Campeonato de Europa de Clubes de fútbol sala
El Campeonato de Europa de Clubes de fútbol sala es una competición extinta, reemplazada por la UEFA Futsal Cup desde el año 2002 cuando llevaba 15 ediciones realizadas. Se trataba de un campeonato en el que participaban los mejores clubes de Europa, ganando en sus respectivas ligas nacionales.Si bien este campeonato se consideraba de forma "oficiosa" como la máxima competición del fútbol sala europeo a nivel de clubes, nunca tuvo carácter oficial ni estuvo reconocido por la UEFA.
| Año       | Ciudad Anfitriona     | Campeón             | Resultado                               | Subcampeón               |
| --------- | --------------------- | ------------------- | --------------------------------------- | ------------------------ |
| 1984-1985 | Viterbo               | ZVC Hoboken         | 3-3 (4-3 pró.)                          | FC Kras Boys             |
| 1985-1986 | Roma                  | Drei Keuninge       | 3-3 (4-3 pró.)                          | ZVK Hasselt              |
| 1986-1987 | Maastricht            | Næstved IF          | 7-0                                     | ZVK Hasselt              |
| 1987-1988 | Velenje               | ZVK Ford Genk       | 3 victorias y 0 derrotas en la liguilla | FC Kras Boys             |
| 1988-1989 | Debrecen              | MNK Uspinjaca       | 3-0                                     | MNK Kutina               |
| 1989-1990 | Roma                  | Roma RCB            | 2-1                                     | La Garriga-Isolar        |
| 1990-1991 | Madrid                | Interviú Lloyd´s    | 7-0                                     | AR Freixieriro           |
| 1993-1994 | Madrid                | Marsanz Torrejón    | 11-3                                    | MNK Uspinjaca            |
| 1994-1995 | Madrid                | MFK Dina Moskva     | 6-5                                     | Maspalomas Sol de Europa |
| 1995-1996 | Roma                  | BNL Calcetto Rome   | 5-4                                     | P. Lepanto Zaragoza      |
| 1996-1997 | Moscú                 | MFK Dina Moskva     | 2-2 (7-6 pen.)                          | BNL Calcetto Rome        |
| 1997-1998 | Talavera de la Reina  | CLM Talavera        | 3-3 (5-4 pen.)                          | MFK Dina Moskva          |
| 1998-1999 | Moscú                 | MFK Dina Moskva     | 2-1                                     | SS Lacio C5              |
| 1999-2000 | Segovia               | Caja Segovia        | 4-1                                     | BNL Calcetto Rome        |
| 2000-2001 | Castellón de la Plana | Playas de Castellón | 4-2                                     | MFK Dina Moskva          |

## Títulos por equipo
| Equipo                | Títulos | Subtítulos | Años campeón              | Años subcampeón  |
| --------------------- | ------- | ---------- | ------------------------- | ---------------- |
| MFK Dina Moskva       | 3       | 2          | 1994-95, 1996-97, 1998-99 | 1997-98, 2000-01 |
| Roma RCB              | 2       | 2          | 1989-90, 1995-96          | 1996-97, 1999-00 |
| MNK Uspinjaca         | 1       | 1          | 1988-89                   | 1993-94          |
| ZVC Hoboken           | 1       | 0          | 1984-85                   |                  |
| Drei Keuninge         | 1       | 0          | 1985-86                   |                  |
| Næstved IF            | 1       | 0          | 1986-87                   |                  |
| ZVK Ford Genk         | 1       | 0          | 1987-88                   |                  |
| Interviú Lloyd´s      | 1       | 0          | 1990-91                   |                  |
| Marsanz Torrejón      | 1       | 0          | 1993-94                   |                  |
| CLM Talavera          | 1       | 0          | 1997-98                   |                  |
| Caja Segovia          | 1       | 0          | 1999-00                   |                  |
| Playas de Castellón   | 1       | 0          | 2000-01                   |                  |
| FC Kras Boys          | 0       | 2          |                           | 1984-85, 1987-88 |
| ZVK Hasselt           | 0       | 2          |                           | 1985-86, 1986-87 |
| MNK Kutina            | 0       | 1          |                           | 1988-89          |
| La Garriga-Isolar     | 0       | 1          |                           | 1989-90          |
| AR Freixieriro        | 0       | 1          |                           | 1990-91          |
| Maspalomas Sol Europa | 0       | 1          |                           | 1994-95          |
| P. Lepanto Zaragoza   | 0       | 1          |                           | 1995-96          |
| SS Lacio C5           | 0       | 1          |                           | 1998-99          |

### Títulos por países
| País         | Ganadores | Finalistas | Clubes vencedores                                                                       |
| ------------ | --------- | ---------- | --------------------------------------------------------------------------------------- |
| España       | 5         | 3          | Inter Fútbol Sala, Marsanz Torrejón, CLM Talavera, Caja Segovia FS, Playas de Castellón |
| Rusia        | 3         | 2          | MFK Dina Moskva (3)                                                                     |
| Italia       | 2         | 3          | AS Roma Futsal (2)                                                                      |
| Bélgica      | 2         | 2          | ZVC Hoboken, ZVK Ford Genk                                                              |
| Países Bajos | 1         | 2          | Drei Keuninge                                                                           |
| Croacia      | 1         | 1          | MNK Uspinjaca                                                                           |
| Dinamarca    | 1         | 0          | Næstved IF                                                                              |
| Portugal     | 0         | 1          |                                                                                         |